# Ducto pancreático
O duto pancreático (ou duto de Wirsung) é um duto ligando o pâncreas ao duto biliar comum para fornecer sucos pancreáticos que auxiliam a digestão fornecida pelo "pâncreas exócrino". O duto pancreático se une ao trato biliar um pouco antes da ampola de Vater, após o qual ambos os dutos perfuram o lado medial da segunda porção do duodeno na papila duodenal principal. Existem muitas variantes anatômicas relatadas, mas estas são bastante raras.

## Duto pancreático acessório
A maioria das pessoas possui apenas um duto pancreático. Entretanto, algumas têm um "duto pancreático acessório", chamado duto de Santorini, que se liga diretamente ao duodeno. Ambos os dutos se conectam à segunda porção (porção descendente) do duodeno.